# 横浜掖済会病院
横浜掖済会病院（よこはまえきさいかいびょういん）は、公益社団法人日本海員掖済会が神奈川県横浜市中区山田町1-2に設置する病院。

## 診療科
- 内科[1]
- 外科[1]
- 整形外科[1]
- 眼科[1]
- 麻酔科[1]
- リハビリテーション科[1]
- 専門外来
  - 循環器科[1]
  - 呼吸器科[1]
  - 脳神経内科[1]
  - 血液内科[1]

## 医療機関の指定・認定
- 保険医療機関[2]
- 労災保険指定医療機関[2]
- 身体障害者福祉法指定医の配置されている医療機関[2]
- 生活保護法指定医療機関[2]
- 難病の患者に対する医療等に関する法律に基づく指定医療機関[2]
- 原子爆弾被害者一般疾病医療取扱医療機関[2]
- 臨床修練病院等[2]
- 無料低額診療事業実施医療機関[2]

- 救急告示病院[3]

## 交通アクセス
- 伊勢佐木長者町駅より徒歩5分[4]
- 関内駅より徒歩10分[4]
- 石川町駅より徒歩12分[4]